# ¡¡¡Abajo los hombres!!!
¡¡¡Abajo los hombres!!! és una pel·lícula espanyola en clau de comèdia musical dirigida per Josep Maria Castellví i Marimon i estrenada l'any 1936. És considerada el primer musical del cinema espanyol.

## Argument
La història transcorre a bord d'un vaixell, l'Eva, on la protagonista, la neboda del ric propietari, s'ha colat com a polissó. El ric oncle vol llegar el vaixell a la noia a canvi que odiï als homes. Amb nombrosos números musicals.